# Meybod
Meybod este un oraș din Iran.